# توني هورن
توني هورن (بالإنجليزية: Tony Horne)‏ هو لاعب كرة قدم أمريكية أمريكي، ولد في 21 مارس 1976.